# Kristóf Nyíri
Kristóf [J. C.] Nyíri (* 1944) ist ein ungarischer Philosoph, Professor  am Institut für Technische Pädagogik der  Technischen und Wirtschaftswissenschaftlichen Universität Budapest, Mitglied der Ungarischen Akademie der Wissenschaften. Er war Leibniz-Professor der Universität Leipzig im WS 2006/07. Forschungsschwerpunkte: Wittgenstein, Philosophie der Kommunikation, Philosophie des Bildes, Philosophie der Zeit.
Nyíri studierte Philosophie und Mathematik an der Eötvös-Loránd-Universität Budapest, wo er von 1987 bis 2004 als Professor tätig war. Er war von 1993 bis 1998 Präsident der Ungarischen  Gesellschaft für Philosophie, 1995 bis 2005 Direktor des Forschungsinstituts für Philosophie der Ungarischen Akademie der Wissenschaften.